# Tajuria istroidea
Tajuria istroidea är en fjärilsart som beskrevs av De Nicéville 1887. Tajuria istroidea ingår i släktet Tajuria och familjen juvelvingar. Inga underarter finns listade i Catalogue of Life.